# アルフォンス・ド・ポワティエ

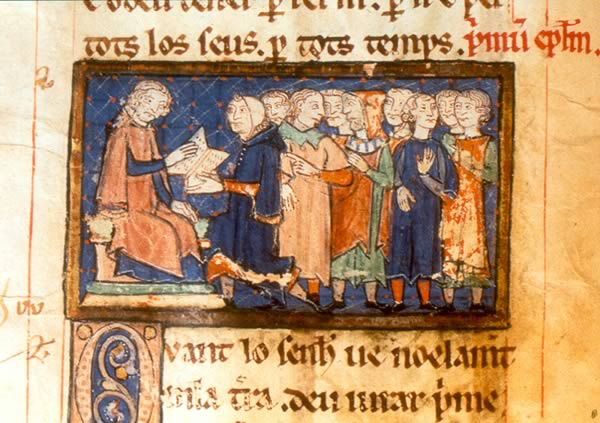
トゥールーズ伯としてアジャンのコミューンとしての自治性を認定するアルフォンス。アルフォンスの座る台座に膝を屈した町の代表の姿は、アルフォンスが支配者であることと彼への忠誠心を示している。

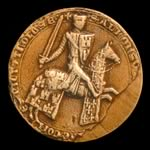
アルフォンス・ド・ポワティエの璽

アルフォンス・ド・ポワティエ （Alphonse de Poitiers、1220年11月11日 - 1271年8月21日）は、フランス王子。ルイ聖王の弟。1241年よりポワティエ伯、サントンジュ伯、オーヴェルニュ伯。結婚によって1249年よりトゥールーズ伯となった。

## 生涯
ルイ8世と王妃ブランシュ・ド・カスティーユの子としてポワシーで生まれた。1225年、父の意思によってポワティエ、サントンジュ、オーヴェルニュの各伯位をアパナージュとして授けられた。
最初、ユーグ10世・ド・リュジニャンの娘イザベルとの結婚が画策されたが、1229年のパリ条約発効で結婚は無効とされた。条約でトゥールーズ伯レーモン7世の娘ジャンヌ・ド・トゥールーズとの結婚が取り決められたためである。結婚契約は、レーモン7世が伯領の用益権を保持していることを明記していた。そしてその権利全ては、父のほかの所有物を継承することになっているジャンヌに引き継がれるものとした。
彼の青年時代はあまり知られていない。もっぱらアルフォンスはルイ聖王の生涯の中で彼の仲間の1人として登場する。
アルフォンスは1241年に騎士に列せられた。彼はサンテュール・ミリテール（軍のベルト）を受け取り、ソミュールをアパナージュとして授けられた。その年の終わり、イングランド王ヘンリー3世とアルフォンスの義父レーモン7世の支援を受けた、ポワトヴァンの有力貴族ユーグ10世・ド・リュジニャンの反乱に直面した。兄ルイ9世の助けを受けて、アルフォンスは陰謀の一部を明るみに出し、反乱軍の手に落ちた町と城を取り戻した。そして1242年7月のタイユブールの戦いで反乱軍を敗走させた。平和が戻ると、彼は反抗的な家臣の拠点の一部を没収し、反乱の起きた領地の監視を強化した。
彼は兄ルイ9世とともに第7回十字軍に参加した。彼は多くの資金と相当な力をつぎ込んで、1249年10月24日にダミエッタに到着した。その後町はキリスト教勢力にすぐに陥落させられた。マンスーラの戦いでも兄とともに戦っている。1250年8月10日、彼は故国へ向けて出航した 。帰国の途上で義父レーモン7世が死去し、彼は領地を守るため直接トゥールーズへ赴いた。新しい伯爵として彼が伯位につくのに若干の抵抗があったが、摂政ブランシュの助けを借りて反発を押さえ込んだ。トゥールーズ伯領はアルフォンスのアパナージュの1つとなった。伯領とともにアジャネ、ルエルグ、アルビジョワの一部とケルシーも相続したが、これらを帰国まで管理したのは母で摂政のブランシュと、彼女が信頼を置いていたサンティレール教会の司祭であった。アルフォンスはフランスで最も裕福な王族となった。
1252年、母ブランシュが死ぬと、弟のシャルル・ダンジューとともに兄ルイ聖王が帰国するまで共同摂政を務めた。彼は1259年のパリ条約につながる交渉や遠征の大部分に参加した。この条約によってイングランド王ヘンリー3世は、フランス王がイングランドの反乱勢力に対して行っていた支援を停止するのと引き換えに、フランスに領有していた領土（ノルマンディー、メーヌ、アンジュー、ポワトゥー）を失った。
十字軍とは別に、アルフォンスはもっぱらパリに滞在し、彼の役人が彼の所領を管理し、役人を見張る検察をおいていた 。彼の主な仕事は自分の領地にあった。そこでは彼はアルビジョワ十字軍による弊害を修正し、行政の中央集権を初めて試行した。したがって王領との統合のやり方を準備していたのである。アルフォンシーヌ（Alphonsine）の名で知られる憲章は、リオンの町に授けられ、アンシャン・レジーム時代のオーヴェルニュにおける基本の民法となった。
領地からあがる収入を増やすため、アルフォンスは貿易を促進させた。彼はニオールとラ・ロシェルにアール（fr、市のたびに商店がたち、物品税が徴収された）を建設した。レーモン7世の政策であったバスティッド建設を続行した（およそ20年間で54箇所のバスティッドを建設した）。また、彼は異端審問によるカタリ派弾圧から利益を得た。異端者が所有していたものを自分の好きなように売買したのである。こうした圧力はユダヤ人に対してもかけられた。強制退去の恐怖のなか、ユダヤ人たちはアルフォンスに1248年の十字軍の資金にと金を納めたのである。強制徴税は、1270年にキリスト教徒に対しても行われた。
アルフォンスはポン＝サン＝テスプリのローヌ川河岸での橋建設を担当した。工事は1265年に始まり、1309年に完成した。
ルイ聖王が再び十字軍を計画すると（第8回十字軍）、アルフォンスは再び多額の資金を準備し、兄に同行した。この十字軍で、彼は生きて故国に戻ることはなかった。帰国途上の1271年6月にメッシーナを発ったが病となり、旅を中止しシエーナ近郊のコルネート城（現在のタルクイーニア）で1271年8月21日に急死した。詩人リュテブフ（fr）に騎士道のモデルとして印象を残した妃ジャンヌも、8月25日に急死した。故国から遠く離れての死であったので、モス・テウトニクス（衛生的に故国へ輸送できるよう、遺体から肉を除去して遺骨の状態にする方法）が適用された。
アルフォンスとジャンヌの間には子がなかったため、夫妻の死によって領地はフランス王領に併合された。彼が所有していたオーヴェルニュの一部であるオーヴェルニュ伯領はしたがって、『オーヴェルニュの王領』（Terre royale d'Auvergne）と呼ばれており、のちにオーヴェルニュ公領となる部分とオーヴェルニュ伯領を混同してはならない。1259年のパリ条約では、アルフォンスに子がない場合アジャネとサントンジュ南部はイングランド王に割譲することと明記されていたため、彼の死後ただちに条約どおりに履行された。